# Хаггинс, Остин
Остин Хаггинс (англ. Austin Huggins; 19 января 1970, Бастер) — сент-китский футболист, полузащитник. Выступал за сборную Сент-Китса и Невиса. После окончания карьеры возглавил ее.

## Биография
Большую часть карьеры Хаггинс выступал на родине. В 1999 году он на время уезжал в Ирландию, где провел четыре матча за клуб местной Премьер-Лиги «Богемианс». Затем он вернулся в Сент-Китс и Невис, где долгое время играл за «Гарден Хотспурс». После окончания карьеры некоторое время возглавлял эту команду.
В январе 2022 года Остин Хаггинс был назначен на пост главного тренера сборной Сент-Китс и Невиса, за которую он выступал в бытность футболиста. 20 июня 2023 года после успеха в серии пенальти квалификационном матче с Французской Гвианой (1:1, 4:2 пен) наставник впервые в истории национальной команды вывел ее в финальную часть Золотого Кубка КОНКАКАФ.

## Достижения

### Футболиста
- Чемпион Сент-Китса и Невиса (1): 2000/01.